# Dipoena stellaris
Dipoena stellaris là một loài nhện trong họ Theridiidae.
Loài này thuộc chi Dipoena. Dipoena stellaris được Chuandian Zhu miêu tả năm 1998.